# Максимафилия
Максимафили́я (реже ма́ксимум-филатели́я, аналогофили́я) — особая область филателии, занимающаяся изучением и созданием картмаксимумов. Она признана Международной федерацией филателии (ФИП) и как одно из направлений в филателии курируется специализированной комиссией ФИП.

## Описание
Картмаксимум состоит из трёх элементов: почтовой карточки, почтовой марки и почтового штемпеля.
Цель максимафилии заключается в получении почтовой карточки, изображение на которой тесно связано с сюжетом почтовой марки, а в идеале и с соответствующим почтовым штемпелем.
Если все три этих элемента согласуются между собой, то такая карточка действительно является карточкой максимального соответствия (отсюда и название «максимафилия»).
Предпочтительно, чтобы изображение на почтовой карточке не было просто увеличенным изображением такового на почтовой марке, но из этого правила есть исключения. Например, такое произведение искусства, как картина (а не его деталь), часто показывается полностью как на почтовой карточке, так и на почтовой марке картмаксимума.

## Выставки

### Регламентация
Максимафилия входит в число одиннадцати классификационных категорий филателии, признанных ФИП. Комиссией ФИП по максимафилии разработаны специальные регламенты для оказания помощи в оценке конкурсных экспонатов на выставках различного уровня. Комиссия один раз в два года проводит конференцию по этой теме; последняя такая конференция (по состоянию на 2015 год) прошла в 2012 году в Джакарте.

### Типы и примеры
Экспонаты максимафилии обрели популярность на различных конкурсных филателистических выставках. Картмаксимумы могут составлять основное содержание коллекций, демонстрируемых на специализированных филателистических выставках максимафилии.
Выставки максимафилии могут относиться к различным категориям:
- международные выставки (например, «Евромакс» — с участием экспонентов из европейских стран),
- национальные (например, всесоюзная выставка «Картмаксимум»),
- двусторонние и др.

Так, например, дружеские двусторонние выставки максимафилии неоднократно проводились в СССР («Москва—Будапешт», «Москва—Бухарест» и т. д.).
В 1974 году была организована международная специализированная выставка «Евромакс-74», а в 1975 году — советская выставка «Картмаксимум-75». В обеих этих выставках участвовал советский филателист В. Садовников, завоевавший высокие призы за экспозицию картмаксимумов по теме «Лениниана». На каждом выставочном листе экспозиции были размещены по два картмаксимума, тематически раскрывающие заголовок листа.

## История и современность
Максимафилия появилась в начале XX века, но приобрела широкое распространение и организованный характер только после Второй мировой войны. До этого картмаксимумы создавались в качестве сувениров, зачастую — туристами. Максимафилия тесно связана с тематическим или мотивным коллекционированием почтовых марок: многие тематические коллекции значительно выигрывают от наличия соответствующих картмаксимумов.
В некоторых странах (Бельгия, Болгария, Румыния, Франция и др.) были созданы филателистические клубы и кружки максимафилии.

## Мнения
Появление картмаксимумов и максимафилии было воспринято неоднозначно в среде коллекционеров. Некоторые из них считают, что тем самым подтверждается общая тенденция в современной филателии — превращение знаков почтовой оплаты в картинку, в репродукцию:
|  | Наглядным свидетельством превращения знака почтовой оплаты в картинку является нынешнее увлечение картмаксимумами. Смысл картмаксимума в том и состоит, что рисунок марки становится более отчётлив, иными словами — картинка увеличивается в размере. Спрашивается, какое отношение картмаксимум имеет к филателии? Что, собственно, в картмаксимуме сохранилось от знака почтовой оплаты? Гашение? Но ведь все прекрасно понимают, что почтовое гашение на картмаксимуме не вызывается никакой почтовой необходимостью и является, по существу, фиктивным. <…> В таком случае, может показаться, что филателию неминуемо ожидает вырождение, что она фактически сливается с филокартией. — М. Теплинский, доктор филологических наук |

С другой стороны, возникновение и развитие картмаксимумов и максимафилии рассматривается как отражение популярности тематической филателии, принявшей со второй половины XX века массовый характер.